# Abbas Mirza
Pour les articles homonymes, voir Abbas.

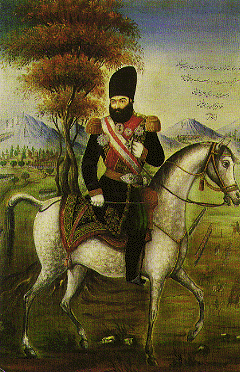
Abbas Mirza dans sa maturité

Nāyib al-Salṭana ʿAbbās Mīrzā (en persan: عباس میرزا), né le 26 août 1789 (1203 H) au village de Nava, mort le 25 octobre 1833 (1249 H) à Machhad et enterré à Machhad, est le fils et héritier présomptif du chah Qadjar Fath Ali. Son fils, Mohammad Mirza, succède à Fath Ali, son grand-père, sur le trône d'Iran. Il est connu pour avoir été le premier, à l'aide de ses deux ministres Mīrzā ʿĪsā Buzurg (m 1822) et Mīrzā Abū l-Qāsim Qāʾim Maqām (m 1835), à vouloir réformer et moderniser l'Iran. 

## Biographie
Ce prince est le quatrième fils de Fath Ali Chah Qadjar, de la dynastie Kadjar. Sa mère Āsiya Khānum (m. 1814-5) est issue de l'aristocratie Kadjar, étant la fille de Fatḥ-ʿAlī Khān Davalū qui appartenait à la famille des Develu. Il fut donc le premier des fils du shah Qadjar Fath Ali à être un descendant Qadjar par ses deux parents, reliant deux clans rivaux appartenant à la tribu Qadjar, les Quvānlū et les Davalū. Il est désigné par son père comme son héritier présomptif à la place du fils aîné du roi, Mahomet Ali, dont la mère est une Géorgienne captive.
En 1799 à l'âge de 10 ans il est envoyé à la tête d'une armée contre une révolte locale menée par Jaʿfar-Qulī Khān Dunbulī. Cependant c'est Sulaymān Khān Qājār qui fut réellement désigné pour être à la tête de cette armée, et ʿAbbās Mīrzā y alla également mais sous la  tutelle de Mīrzā Buzurg. La mission était d'ordre symbolique et elle lui conféra le titre symbolique de Nayib al-Saltana (Vice régent), ce titre ne fit pas de lui le prince héritier. 

En 1805, lors du début de la guerre russo-persane il fut désigné comme gouverneur de l'Azerbaïdjan dont il tire de solides bénéfices en s'installant à Tabriz et Khuy. Il se distingue par son esprit, son intelligence, son allure. Il tente de réformer l'armée à la manière européenne, grâce à des instructeurs anglais et français. Son père le laisse s'occuper de certaines affaires intérieures et de politique étrangère, d'autant plus qu'à côté de son palais de Tabriz se trouvent les nouvelles légations russe et britannique, alors que démarre le Grand Jeu entre les deux puissances.
Il commande au moment de la guerre russo-persane de 1804-1813, de la guerre turco-persane de 1821-1823, et de la guerre russo-persane de 1826-1828. En 1828, il dirige les pourparlers du côté persan pour le traité de Turkmantchaï. Ensuite, il dirige une expédition contre les Kurdes. Il meurt alors qu'il était en expédition contre Hérat, quelques mois avant la mort de son père.

## Famille
- Fils de Fath Ali Qadjar (1771 - 23 octobre 1834)
- Marié[1] dont
  - Bahman Mirza [1808 - 1884]
  - Mohammad Mirza (5 janvier 1808 - 5 septembre 1848)
  - Mo'ezzoddaouleh Bahram Mirza (1806-1882)
  - Farman-Farma Feridoun Mirza (1810/1811 - 1856/1857)
  - Yamin-é doleh Ghahreman Mirza (-/1841)
  - Khosrow Mirza (1815/1816 - )
  - Nousrat oud-daoulah Firouz Mirza (1818 - 1886)
  - Hussam ous-Saltana Mourad Mirza (1818 - 1883)
  - Mo'tamad oud-daoulah Farhad Mirza (1818 - 1888)

- Marié[1] dont 
  - Heshmat oud-daoulah Hamza Mirza (- 1882)
  - Ardeshir Mirza
  - Khanlar Mirza
  - Abdossamad Mirza
  - Manouchar Mirza
  - Djahangir Mirza (1819/1820 - )